# Lacanobia pallida
Lacanobia pallida är en fjärilsart som beskrevs av Hanan Bytinski-salz 1937. Lacanobia pallida ingår i släktet Lacanobia och familjen nattflyn. Inga underarter finns listade i Catalogue of Life.